# Pwani (regija)
Pwani je jedna od 30 regija u Tanzaniji. Središte regije je u gradu Kibahi.

## Zemljopis
Regija Pwani nalazi se na istoku Tanzanije na obalama Indijskog oceana, prostire se na 32.407 km². Regiji pripada i otok Mafia. Susjedne tanzanijske regije su Tanga na sjeveru, Morogoro na zapadu, Lindi na jugu te Dar-es-Salaam  na zapadu koja je okružena regijom Pwani.

## Stanovništvo
Prema podacima iz 2002. godine u regiji živi 889.154 stanovnika dok je prosječna gustoća naseljenosti 27 stanovnika na km².

## Podjela
Regija je podjeljena na šest distrikta:  Bagamoyo, Kibaha, Kisarawe, Rufiji, Mkuranga i Mafia.